# Panorpa caucasica
Panorpa caucasica är en näbbsländeart som beskrevs av Maclachlan 1869. Panorpa caucasica ingår i släktet Panorpa och familjen skorpionsländor. Inga underarter finns listade i Catalogue of Life.